# Ulpiana

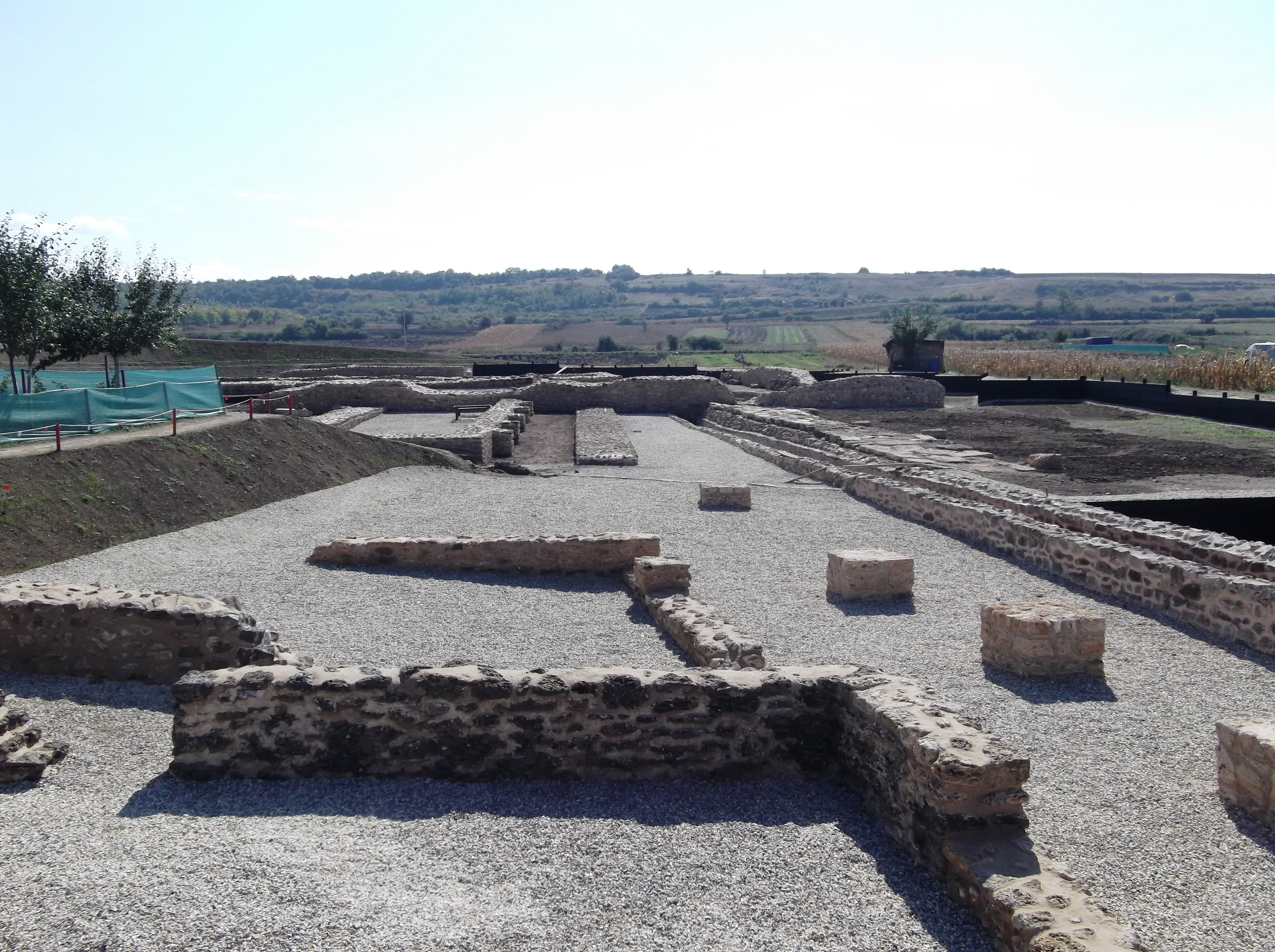
Pozůstatky města.

Ulpiana je starověké římské město které se nachází na území Kosova, blízko města Gračanica. Název dalšího nedalekého města Lipljan odkazuje na původní římskou osadu.
Město je zmiňováno ve spisech geografa Strabóna pod názvem "staré město". Ulpiana byla pojmenována po císaři Marku Ulpianovi Trajánovi. Město bylo klíčovou zastávkou na obchodní stezce, která spojovala Egejské moře s Podunajím, a dále na trase vedoucí od Jadranu po proudu Dunaje k Ratiarii. V blízkosti Ulpiany se nacházely četné doly, kde se těžilo stříbro.
Dokument Notitia Dignitatum uvádí, že ve městě byla přítomna římská posádka. Reformou regionální správy za císaře Diokleciána se Ulpiana stala hlavním městem nově vzniklé provincie Dardanie a také sídlem biskupa. V roce 479 bylo město vypleněno a zničeno třemi tisíci Gótů pod vedením Theodorika Velikého. Byzantský historik Marcellinus Comitus tvrdil, že jisté dardanské město bylo v roce 518 těžce poškozeno zemětřesením, zdali to ovšem byla Ulpiana, není doloženo.
Lokalita původního města, kde jsou odkryté pozůstatky některých budov, je dnes přístupná veřejnosti.